# Pollutri
Pollutri (Pillùtre o Pillìtre in abruzzese) è un comune italiano di 2 046 abitanti della provincia di Chieti in Abruzzo facente parte dell'unione dei comuni dei Miracoli.

## Storia
La nascita di Pollutri viene fatta risalire intorno al 500 d.C. anche se è probabile che nella zona vi fossero già alcuni insediamenti. Nel 1061 si ha notizia di un Monastero di San Giovanni di Pollutri a cui il conte di Borrello, Borrello, figlio di Odorisio Borrello, dona la Chiesa dei SS. Martiri Valentino e Damiano con la fara annessa, situate entrambe nel territorio del Castello di Borrello all'inizio della valle del fiume Sangro. Altre notizie risalgono al XV secolo; tuttavia reperti archeologici attestano l'abitazione del territorio già in epoca preromana. In seguito fu feudo dei Caldora, poi dei Di Capua e dei d'Avalos.

### Simboli
Lo stemma e il gonfalone del comune di Pollutri sono stati concessi con decreto del presidente della Repubblica del 3 marzo 1998.

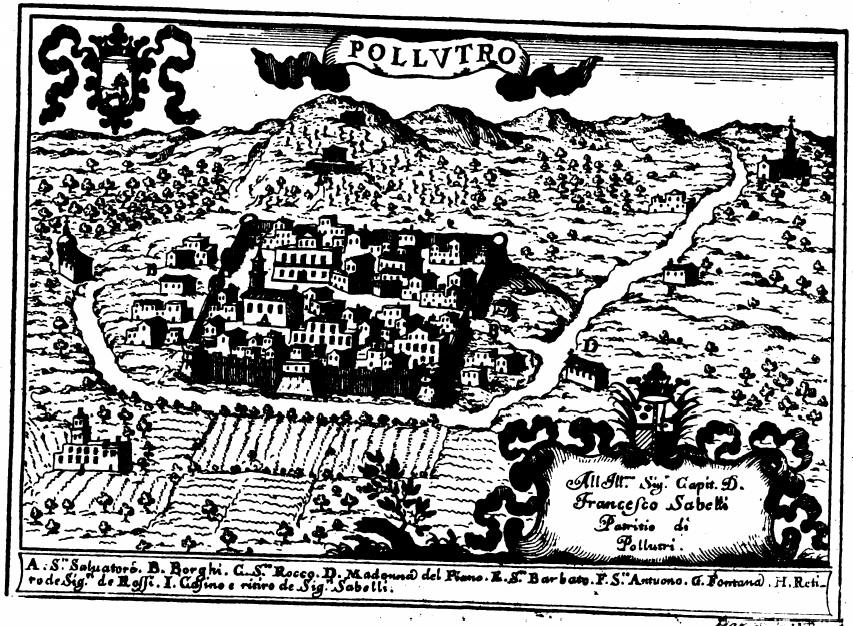
Pollutri così com'era nel 1703

Il gonfalone è un drappo di rosso.

## Monumenti e luoghi d'interesse

### Il borgo fortificato
Il borgo di San Salvatore è sito nella parte più alta dell'abitato ed è il fulcro del borgo fortificato del paese. L'insediamento è raffigurato da Giovan Battista Pacichelli come un luogo pianeggiante circondato da mura. Due porte erano site verso la chiesa di San Rocco, la cosiddetta Porta da Piedi ed un'altra verso la chiesa della Madonna del Piano, la cosiddetta Porta da Capo. Finora non è stato possibile trovare traccia di mura urbane per via delle costruzioni addossate alla cerchia urbana a Nord. Tuttavia il borgo è costituito da passaggi, sotto-portici, scalinate, vicoli ciechi che possono essere delle soluzioni viari anziché, piuttosto, delle uscite di servizio. Le facciate delle case sono state ammodernate per tutto il XVII-XIX secolo, tuttavia, negli interni di cantine, fondachi e dei sotterranei si trovano dei materiali tra cui arenaria, ciottoli di fiume e laterizi e tecniche costruttive simili a quelle del centro storico di Monteodorisio. Presso Palazzo Mucci è stato demolito un palazzo di cui, le pareti superstiti mostrano dei resti di muri antichi, delle nicchie alla cappuccina e due archetti a sesto acuto in mattoni.

### La chiesa del Santissimo Salvatore
È sita in piazza della chiesa. Risulta costruita prima del 1324-25 con trasformazioni nei secoli XVIII-XIX. Anticamente la chiesa aveva una pianta rettangolare ad aula unica. Nel 1703 l'abate Pacichelli illustra la chiesa dotata di una torre campanaria cuspidata. La facciata attuale è in stile neoromanico. I muri sono realizzati in laterizi. In origine aveva l'ingresso era sul lato destro dell'edificio, in effetti, la facciata è stata rimaneggiata nel XX secolo. Il rivestimento è del 1972 con la struttura portante realizzata in travetti. L'interno, a tre navate separate da colonne con volta a botte e cappelle laterali, di cui la cappella centrale sinistra dedicata a San Nicola di Bari, patrono di Pollutri conserva all'interno una statua lignea del santo posta sopra l'altare sopra cui vi è un affresco del 1926 del pittore molisano A. Trivisonno. La chiesa ha una struttura ad "L". Gli stucchi all'interno sono stati realizzati durante la prima metà del XIX secolo di cui sopravvivono alcune tracce delle dorature originali, in quanto in restauri recenti sono stati ridipinti.

### Il Monastero di San Barbato ed i resti della chiesa di Santa Lucia
L'annesso monastero di San Barbato fu fondato nel 1015 da Rainiero insieme alla moglie Engeltruda che dotarono il monastero di un patrimonio fondiario sito nei territori di Pollutri e del paese oggi scomparso di Ilice. Dopo il documento di fondazione ve ne è un altro risalente al 1040 di Rainardo, figlio dei fondatori, che dona il monastero di San Barbato ai monaci del monastero di San Salvatore a Maiella presso Rapino. Al 1097 circa risale il Capitolare, cioè il registro dei beni del monastero, fatto redigere dall'abate Benedetto. Successivamente per diverbi sorti tra l'abate del monastero di san Salvatore ed il vescovo di Chieti il quale raccoglieva i diritti sulle decime di San Barbato, nel 1344 il vescovo pose il monastero sotto la protezione della Santa Sede. Nel XVI secolo fu subordinato a commenda fino al 1788 quando i suoi terreni furono reintegrati al Regio Demanio. Attualmente il sito del monastero indicato dalla tradizione è stato distrutto dall'espansione edilizia ma, recentemente, poco più a valle è stata ritrovata la fontana di San Barbato ricoperta da uno smottamento. Nelle vicinanze, presso la località Civita sono visibili i resti della Chiesa di Santa Lucia, possedimento del monastero di San Barbato dalla fondazione del monastero stesso. Nelle vicinanze sono stati trovati dei frammenti votivi fittili risalenti al III-I secolo a.C.

### Il Bosco di Don Venanzio
La Riserva naturale guidata Bosco di Don Venanzio è un'area naturale protetta dell'Abruzzo, istituita nel 1999. Comprende un'area di circa 78 ettari, situata tra i comuni di Vasto e Pollutri in provincia di Chieti, a 5 km dal Mar Adriatico; è uno degli ultimi boschi planiziari della costa adriatica. Si sviluppa su una serie di terrazze fluviali, che si affacciano sul fiume Sinello. Ai margini del bosco vi è un'antica ed elegante casa di campagna, risalente all'inizio del Novecento, edificata sui ruderi dell'antica casina di caccia dei marchesi D'Avalos della vicina Vasto, che oggi ospita il centro visite della riserva.
Casino d'Avalos
Il Casino D'Avalos fu realizzata nel XVII-XVIII secolo, in pietra cotta a vista, diversa dal palazzo della Penna presso Vasto, voluto da Diego I d'Avalos (l'ex orfanotrofio Genova Rulli); l'impianto è rettangolare, con un corpo aggiunto, in modo da formare una T, il corpo aggiunto funge da locali della servitù, in cima c'è il balcone belvedere. Il corpo principale, dotato di cornici e finestre, è sovrastato da un ulteriore corpo a torretta rettangolare con tetto spiovente, zona di osservazione privata del marchese. L'accesso al palazzo è dato da uno scalone monumentale che porta al portale architravato con arco a tutto sesto.
Piazza Giovanni Paolo I
Nel cuore di Pollutri la piazza dedicata al papa del sorriso, luogo accogliente e vissuto dai pollutresi, il cui restyling è stato affidato all'architetto Egisto Rossetti e riconsegnata alla cittadinanza il 21 agosto 2023.

## Società

### Evoluzione demografica
Abitanti censiti

## Cultura

### Cucina
Tra i prodotti gastronomici pollutresi si ricordano gli 'ndroccioloni, una tipica pasta fatta in casa, la Ventricina del Vastese, un particolare salume realizzato con carni di maiale, la porchetta e gli arrosticini.
Tra i dolci spiccano i tarallucci al vino ed i bocconotti.
Tra i vini sono da citare il Montepulciano d'Abruzzo, la grappa "Caroso", il Pecorino igt, uno spumante extra-dry ed uno spumante rosè prodotti dalla Società Cooperativa agricola San Nicola, nella quale conferiscono le proprie uve oltre 500 soci, garantendo una produzione media di 170.000 quintali di uva e 130.000 ettolitri di vino l'anno.

### Eventi
- Prima domenica di maggio: festa di San Nicola; il precedente venerdì, tradizionale "Lancio dei Taralli" nel centro cittadino.
- Pellegrinaggio Pollutri - Santuario della Madonna dei Miracoli: si tiene ogni anno, l'ultimo sabato del mese di maggio, per ricordare l'apparizione della Madonna ad Alessandro Muzio, un cittadino pollutrese.
- 6 dicembre: festa patronale di San Nicola; la sera del 5 dicembre si svolge la tradizionale cottura delle fave nella piazza antistante la Chiesa del Santissimo Salvatore.

## Economia

### Artigianato
Tra le attività economiche più tradizionali, diffuse e rinomate vi sono quelle artigianali, come l'arte del ricamo, del merletto e del tombolo.

## Amministrazione
| Periodo        | Periodo        | Primo cittadino       | Partito                                                            | Carica  | Note          |
| -------------- | -------------- | --------------------- | ------------------------------------------------------------------ | ------- | ------------- |
| 23 aprile 1995 | 12 giugno 2004 | Vittorio Desiati      | Lista Civica di Centro-destra (1995-1999) Lista Civica (1999-2004) | Sindaco | [ 14 ] [ 15 ] |
| 13 giugno 2004 | 25 maggio 2014 | Nicola Benedetti      | Lista Civica Pollutri libera e concorde                            | Sindaco | [ 16 ] [ 17 ] |
| 26 maggio 2014 | 26 maggio 2019 | Antonio Di Pietro     | Lista Civica Pollutri libera e concorde                            | Sindaco | [ 18 ]        |
| 27 maggio 2019 | 9 giugno 2024  | Nicola Mario Di Carlo | Lista Civica Per Cambiare Rialzati Pollutri                        | Sindaco | [ 19 ]        |
| 10 giugno 2024 | in carica      | Luigi Gizzarelli      | Lista Civica Continuità per Pollutri                               | Sindaco | [ 20 ]        |